# Calamus floribundus
Calamus floribundus är en enhjärtbladig växtart som beskrevs av William Griffiths. Calamus floribundus ingår i släktet Calamus och familjen Arecaceae. Inga underarter finns listade i Catalogue of Life.